# Radziszewo (jezioro)
Radziszewo – jezioro w woj. wielkopolskim, w powiecie szamotulskim, w gminie Wronki, leżące na terenie Kotliny Gorzowskiej.
Nad brzegiem jeziora znajdują się ośrodki wczasowe będące częścią miejscowości Chojno-Wieś.

## Dane morfometryczne
Powierzchnia zwierciadła wody według różnych źródeł wynosi od 41,0 ha przez 45,1 ha do 45,64 ha (ogólna).
Zwierciadło wody położone jest na wysokości 48,8 m n.p.m. lub 48,6 m n.p.m. Średnia głębokość jeziora wynosi 4,0 m, natomiast głębokość maksymalna 12,1 m.

## Hydronimia
Według urzędowego spisu opracowanego przez Komisję Nazw Miejscowości i Obiektów Fizjograficznych (KNMiOF) nazwa tego jeziora to Radziszewo. W różnych publikacjach i na mapach topograficznych jezioro to występuje pod nazwą Radziszewskie, Radziszew.